# Clasificatorul unităților administrativ-teritoriale al Republicii Moldova
Clasificatorul unităților administrativ-teritoriale al Republicii Moldova (CUATM) este un clasificator destinat pentru utilizare la prelucrarea automatizată a informației privind unitățile administrativ-teritoriale ale Republicii Moldova în diverse domenii de activitate.

## Cadru legal
Clasificatorul unităților administrativ-teritoriale al Republicii Moldova (CUATM) intră în componența Sistemului Unic de clasificare și codificare a informației tehnico-economice și sociale (SUCCITES) al Republicii Moldova. A înlocuit Clasificatorul unităților teritorial-administrative al Republicii Moldova, aprobat prin Hotărârea Departamentului „Moldovastandard” nr. 679 ST din 24.12.1999.
CUATM este elaborat în conformitate cu:
- Legea privind organizarea administrativ-teritorială a Republicii Moldova Nr. 764-XV din 27 decembrie 2001;
- Legile [pentru modificarea și completarea Legii Nr.764-XV din 27 decembrie 2001 privind organizarea administrativ-teritorială a Republicii Moldova] Nr.37-XV din 14 februarie 2003 și Nr.124-XV din 18 martie 2003;
- Legea privind administrația publică locală Nr. 123-XV din 18 martie 2003.

## Conținut
Obiectele de clasificare în CUATM sunt unitățile administrativ-teritoriale: satele, comunele, orașele, municipiile, raioanele și unitățile teritoriale autonome cu statut special.
Fiecare poziție a clasificatorului include:
- codul statistic;
- codul statutului localității;
- codul unic de identificare al localității;
- denumirea unităților administrativ-teritoriale;
- denumirea localităților din componența unității administrativ-teritoriale.

Codul statistic al unităților administrativ-teritoriale este un cod din 7 cifre. Primele două sunt codul raionului, municipiului Chișinău, UTA Găgăuzia sau UATSN; următoarele 3 cifre sunt codul orașului (municipiului), codul sectorului municipiului, codul satului (comunei); ultimele 2 cifre reprezintă codul localităților din componența orașelor (municipiilor) și satelor (comunelor).
Statutul localităților este indicat prin intermediul cifrelor: 
- 2 – raion, unitate administrativ-teritorială de nivelul doi;
- 3 – oraș;
- 4 – sectorul municipiului;
- 5 – municipiu;
- 6 – localitate din componența orașului (municipiului);
- 8 – sat (comună);
- 9 – localitate din componența satului (comunei).

În clasificatorul CUATM mai sunt incluse și codurile unice de identificare ale localităților din 4 simboluri.
Astfel, ca exemplu, raionul Briceni are codul statistic 1400000, statutul 2 și codul unic de identificare 1400.